# Катьощине
Катьо́щине — село в Україні, у Томаківській селищній громаді Нікопольського району Дніпропетровської області. Населення — 325 осіб.

## Географія
Село Катьощине розташоване за 101 км від обласного центру, 47 км від районного центру, 1,5 км від адміністративного центру селищної громади. Селом тече пересихаючий струмок з загатою. Через село проходять автошлях територіального значення  Т 0420 та залізнична лінія Апостолове — Запоріжжя, на якій розташований пасажирський зупинний пункт Платформа 141 км.

## Історія
Село засноване до 1932 року. 
18 серпня 2016 року Томаківська селищна рада, в ході децентралізації, об'єднана з Томаківською селищною громадою.
19 липня 2020 року, в результаті адміністративно-територіальної реформи та ліквідації Томаківського району, село увійшло до складу новоутвореного Нікопольського району.

## Населення

### Мова
Розподіл населення за рідною мовою за даними перепису 2001 року:
| Мова       | Кількість | Відсоток |
| ---------- | --------- | -------- |
| українська | 290       | 89,23 %  |
| російська  | 29        | 8,92 %   |
| білоруська | 5         | 1,85 %   |
| Всього:    | 325       | 100 %    |